# Station Tymień
Station Tymień is een spoorwegstation in de Poolse plaats Tymień.